# Pietro Paolo Vergerio
Pietro Paolo Vergerio (Capodistria, 1498 – Tubinga, 4 ottobre 1565) fu un teologo e vescovo italiano, dapprima cattolico e, successivamente, luterano.

## Biografia
Nacque a Capodistria, all'epoca possedimento veneziano, dal notaio Giacomo (il nome della madre non è noto). Dei suoi fratelli si cita Giovanni Battista, vescovo di Pola. La famiglia Vergerio apparteneva alla nobiltà locale e tra i propri esponenti vantava l'umanista Pier Paolo il Vecchio, tuttavia all'epoca stava attraversando un periodo di ristrettezze economiche.
Iscrittosi all'università di Padova nel 1517, tentò di trasferirsi a quella di Wittenberg con la mediazione di Giorgio Spalatino, ma dovette rinunciarvi a causa di un'epidemia di peste. Si laureò in diritto civile nel 1524 ed esercitò le professioni di procuratore e giudice, dedicandosi inoltre alla poesia grazie alla conoscenza di Pietro Bembo. Nel 1526 sposò tale Diana Contarini, ma rimase vedovo ad appena un anno dal matrimonio. Dopo aver viaggiato in Oriente assieme al fratello Aurelio, fu grazie a questi se nel settembre 1532 entrò al servizio della Curia romana come segretario della Cifra, con il compito di stilare i messaggi cifrati per conto di Clemente VII. Ma già dopo una settimana fu inviato a Venezia in missione diplomatica, con il fine di costituire una lega antiturca; le trattative non diedero però risultati.
Nel 1533 fu nominato nunzio a Vienna e Praga presso re Ferdinando, fratello dell'imperatore Carlo V, con compiti analoghi. Tuttavia il sovrano preferiva perseguire una politica di distensione con gli Ottomani, essendo piuttosto intenzionato a convocare un concilio che risanasse la scissione luterana e potesse gettare le basi per il controllo del regno d'Ungheria. Alla fine nessuno di questi obiettivi andò in porto e Vergerio si dedicò solo all'ottenimento di prebende in favore degli scrittori antiprotestanti.
Con l'elezione di papa Paolo III, tornò ad occuparsi dell'organizzazione di un concilio che potesse ricomporre lo scisma. Con questo scopo tornò a Vienna nel 1535, proponendo ai principi tedeschi Trento o Mantova. Durante le trattative, il 6 novembre 1535, incontrò a Wittenberg Martin Lutero, secondo Paolo Sarpi (ma la notizia è infondata) su mandato del pontefice per farlo riportare sui suoi passi. Sappiamo solo che nelle lettere private Vergerio lo descrisse come un uomo carnale e ignorante di latino, arrogante e spiritato; d'altro canto, Lutero affermò di aver recitato la parte di sé stesso sino all'esasperazione, storpiando apposta il suo latino e radendosi la barba per sembrare più giovane.
Malgrado Vergerio ottenesse poco del proprio scopo, che era quello di indurre i protestanti a inviare delegati al Concilio, Papa Paolo III lo rinviò al di là delle Alpi ricompensandolo prima con il titolo di vescovo di Modruš in Croazia, vicino a Fiume, e poi con quello di vescovo di Capodistria. Nel 1540 Vergerio riprese la propria attività diplomatica. Nel marzo 1540 Vergerio fu inviato al seguito del cardinale Ippolito in Francia. Egli fu poi alla conferenza religiosa di Ratisbona, in Germania, quale rappresentante del re Francesco I di Francia.
Fu in ricordo di tale incontro che Vergerio scrisse il trattato De unitate et pace ecclesiae. Egli fu però imputato da molti, come dal cardinale Gasparo Contarini che Vergerio aveva affiancato alla conferenza di Ratisbona del 1541, di avere fatto troppe concessioni ai protestanti. Decise allora di tornare a Capodistria e di proseguire i propri studi.
Dopo i continui contatti con i protestanti, anche con lo stesso Martin Lutero, e lo studio dei documenti sul confronto politico-ecclesiastico e teologico fra cattolici e protestanti, comincia ad accettare sempre di più le nuove idee. Lo stesso vale anche per suo fratello Gianbattista, a quel tempo vescovo di Pola. Non appena i due cominciano a diffondere le idee protestanti e, addirittura, a metterle in pratica, vengono indagati dall'Inquisizione. Vergerio non intendeva lasciare la Chiesa cattolica né egli andò al di là dei tentativi di riforma che erano perseguiti in ambito cattolico, ad esempio dal Contarini. Ma erano stati sollevati sospetti nei suoi confronti; il 2 giugno 1546 era stata presentata una denuncia all'inquisizione di Venezia. Sebbene dopo attento esame il Vergerio fosse rilasciato, il cardinale Marcello Cervini (poi Papa Marcello II) approfittò del fatto che il Vergerio non fosse stato formalmente assolto per escluderlo dal concilio che aveva preso avvio a Trento, per il quale Vergerio aveva tanto lavorato.
Vergerio continuò la propria attività pubblicistica, i cui toni divennero tuttavia viepiù antiromani. Vergerio era stato messo sull'avviso dalla tragica esperienza di Francesco Spiera, vissuta personalmente visto che Vergerio era stato presente alla morte dello Spiera. Particolarmente aspra fu l'inimicizia con Giovanni Della Casa, allora nunzio apostolico a Venezia. Francesco Spiera (un noto giurista di Cittadella) era stato costretto ad un'abiura solenne della propria fede riformata e questo gesto l'aveva poi gettato in una profonda depressione che gli costò addirittura la vita, il 27 dicembre 1548. Alla luce di quanto accaduto Vergerio, invece di dare seguito a una seconda citazione a comparire innanzi al Tribunale inquisitoriale di Venezia, lasciò per sempre l'Italia.
Il secondo processo contro Vergerio proseguì con lui contumace e si chiuse con una condanna, confermata poi a Roma il 3 luglio 1549, di eresia per trentaquattro sue tesi, dopo la morte del fratello (avvelenato, secondo Vergerio). Egli fu deposto dalla dignità episcopale e fu emesso nei suoi confronti un mandato d'arresto.
Vergerio era in quel momento nei Grigioni dove, dopo essere stato dapprima a Chiavenna (che, come tutta la Valtellina, apparteneva allora ai grigionesi), divenne pastore di Vicosoprano nella Val Bregaglia e da dove partecipava alle maggiori polemiche dell'epoca. A Poschiavo pubblicò un catechismo presso lo stampatore Dolfino Landolfi nel 1549, intitolato: «Institutione Christiana ».
A Basilea nel 1550 avrebbe pubblicato i Dodici trattatelli o le Otto difensioni nei quali avrebbe riassunto le sue posizioni dogmatiche.
I temi preferiti di Vergerio erano il papato, la sua origine e la sua politica; i giubilei, il culto dei santi e delle reliquie. Vergerio è autore di diversi scritti, principalmente di carattere polemico; alcuni sono raccolti in Opera adversus papatum, Tübingen, 1563.
Attorno al 1550 Vergerio spostò la sua attività in Valtellina, andando a risiedere stabilmente a Sondrio. Nel 1553 Vergerio lasciò la Valtellina, in quanto invitato dal duca Cristoforo di Württemberg ad andare nelle sue terre per diffondere con gli scritti e con i viaggi la dottrina evangelica. Egli si recò anche in Germania, Austria e Polonia nel 1556 per contrastare i passi del nunzio Luigi Lippomani / Aloisio Lippomano e di Johannes a Lasco. Negli anni 1555 - 1556 entra invece in contatto con i protestanti sloveni e croati, soprattutto con Primož Trubar / Primus Truberus Carnoilanus, che conosce nel 1541.
Su sua iniziativa in un solo anno vengono stampati quattro libri in sloveno e uno in croato. Tutti i libri sloveni (Vangeli di San Matteo, Abecedarium, Katechismus e Una preghiera) sono marcati con le iniziali di Vergerio e di Trubar o con il solo nome di Vergerio. A lui va il merito di aver introdotto anche negli scritti protestanti la grafia latina in luogo della gotica, sino ad allora prevalente. Inoltre ebbe un ruolo rilevante nella diffusione del protestantesimo in Istria, dove stavano prendendo piede con le loro opere Mattia Flacio Illirico e Stijepan Konzul-Buzec (Stefano Console Istriano - Stephanus Consul Histrianus), soprattutto sotto l'influenza di Primož Trubar. Fra i protestanti istriani da rilevare ancora Matija Grbec che nel 1540 era professore alla neocostituita università protestante di Tübingen.
Invano cercò di poter partecipare alla conferenza di Poissy del 1560 né gli fu permesso di partecipare al Concilio di Trento come rappresentante del duca di Württemberg. Negli ultimi anni della sua vita continuò l'attività di polemica religiosa. Morì a Tubinga. La vasta bibliografia latina e italiana di Vergerio ha attirato, e continua a farlo, numerosi ricercatori e risulta importante soprattutto dal punto di vista della diffusione del protestantesimo e delle posizioni antiromane in ambito europeo. L'Università di Padova gli dedicò un premio letterario europeo per la "Letteratura giovanile". Una via gli è intestata nella stessa città, un'altra via a Trieste.

## Genealogia episcopale
La genealogia episcopale è
- Vescovo Giovanni Battista Vergerio
- Vescovo Pietro Paolo Vergerio